# Teo Fabi
Pour les articles homonymes, voir Fabi.
Teo Fabi est un ancien pilote automobile italien né le 9 mars 1955 à Milan (Italie). 

## Biographie
Après de brillants résultats en karting, dans les formules de promotion, et en CanAm en 1981 (4 victoires, à Mosport I et II, Mid-Ohio et Laguna Sena), Teo Fabi accède à la Formule 1 en 1982, au sein de l'écurie britannique Toleman. Au volant d'une voiture qui était loin de pouvoir rivaliser avec les meilleures, Fabi ne parvient pas à se mettre en évidence sur la piste, mais réussit à s'attirer l'inimitié de ses pairs en se désolidarisant d'eux lors de la fameuse grève des pilotes au GP d'Afrique du Sud. Dès la saison suivante, il rejoint les États-Unis où il intègre les rangs du championnat CART. Aux 500 Miles d'Indianapolis, pour ce qui est seulement sa deuxième course dans la discipline, Fabi fait sensation en décrochant la pole position. Après avoir mené le début de course, il est finalement contraint à l'abandon sur casse moteur, mais est élu meilleur débutant de l'année de l'édition 1983. Cette année-là, il termine également deuxième du championnat, avec à nouveau le titre honorifique de meilleur débutant de l'année. 
L'année suivante, Fabi rempile pour une deuxième saison en CART, mais ne peut refuser dans le même temps l'offre de l'écurie Brabham en Formule 1 pour venir épauler le champion du monde en titre Nelson Piquet. En 1984, Fabi mêne donc de front les championnats de CART et de Formule 1. Donnant la priorité au CART lorsque les deux championnats se chevauchent, Teo est occasionnellement remplacé par son jeune frère Corrado au volant de la deuxième Brabham. Mais en fin d'année, le bilan sportif de Teo Fabi est décevant.
À la fin de 1984, à la suite du décès de son père, Fabi prend du recul avec le sport automobile afin de gérer l'entreprise familiale. Après avoir laissé débuter sans lui le championnat, Fabi reprend du service chez Toleman. Il y réalise même une étonnante pole position à l'occasion du GP d'Allemagne au Nürburgring. À l'issue de la saison, Toleman est rachetée par la firme Benetton et rebaptisée Benetton Formula. Logiquement, la nouvelle direction conserve Teo Fabi, lequel a plus d'une fois l'occasion de faire admirer sa pointe de vitesse en signant deux nouvelles pole positions. Mais en course, il souffre parfois de la comparaison avec son équipier Gerhard Berger. En 1987, toujours chez Benetton, Fabi est encore en mesure de marquer régulièrement des points, mais à nouveau, la comparaison avec son équipier (le Belge Thierry Boutsen) n'est pas à son avantage.
À l'issue de la saison 1987, sans offre sérieuse en Formule 1, celui que les médias ont surnommé « Droopy » en référence à son air éternellement triste, se tourne vers le championnat du monde des Sport-prototypes. Au volant de la TWR Jaguar XJR-14, il y remporte même le titre de champion du monde en 1991. Il retourne alors dans le championnat CART, où il achève sa carrière de pilote en 1996.

## Résultats en championnat du monde de Formule 1
| Saison | Ecurie                                            | Châssis       | Moteur                | Pneus    | GP disputés | Pole positions | Record du tour | Points inscrits | Classement |
| ------ | ------------------------------------------------- | ------------- | --------------------- | -------- | ----------- | -------------- | -------------- | --------------- | ---------- |
| 1982   | Candy Toleman Motorsport Toleman Group Motorsport | TG181B TG181C | Hart 4 en ligne turbo | Pirelli  | 7           | 0              | 0              | 0               | n.c.       |
| 1984   | MRD International                                 | BT53          | BMW 4 en ligne turbo  | Michelin | 12          | 0              | 0              | 9               | 12e        |
| 1985   | Toleman Group Motorsport                          | TG185         | Hart 4 en ligne turbo | Pirelli  | 13          | 1              | 0              | 0               | n.c.       |
| 1986   | Benetton Formula Ltd                              | B186          | BMW 4 en ligne turbo  | Pirelli  | 16          | 2              | 1              | 2               | 15e        |
| 1987   | Benetton Formula Ltd                              | B187          | Cosworth V6 turbo     | Goodyear | 16          | 0              | 1              | 12              | 9e         |

## Palmarès
- Élu « Rookie of the Year » (« meilleur débutant de l'année ») des 500 miles d'Indianapolis 1983
- « Rookie of the Year » du championnat CART 1983
- Champion du monde des Voitures de Sport en 1991

## Résultats aux 24 Heures du Mans
| Année | Voiture                | Équipe               | Équipiers                             | Résultat |
| ----- | ---------------------- | -------------------- | ------------------------------------- | -------- |
| 1980  | Lancia Beta Montecarlo | Scuderia Lancia      | Bernard Darniche / Hans Heyer         | Abandon  |
| 1982  | Lancia LC1             | Martini Racing       | Michele Alboreto / Rolf Stommelen     | Abandon  |
| 1983  | Lancia LC2             | Martini Lancia       | Michele Alboreto / Alessandro Nannini | Abandon  |
| 1991  | Jaguar XJR-12          | Silk Cut Jaguar TWR  | Kenny Acheson / Bob Wollek            | 3e       |
| 1992  | Toyota TS010           | Toyota Team Tom's    | Jan Lammers / Andy Wallace            | 8e       |
| 1993  | Peugeot 905 Evo 1B     | Peugeot Talbot Sport | Thierry Boutsen / Yannick Dalmas      | 2e       |

## Victoires sur voitures de sport
- 1 000 kilomètres du Nürburgring en 1982;
- 1 000 kilomètres d'Imola en 1983;
- 430 kilomètres de Silverstone en 1991;
- 800 kilomètres de Sugo en 1991.